# Ramphotyphlops becki
Ramphotyphlops becki — вид змій родини сліпунів (Typhlopidae). Ендемік Соломонових Островів.

## Поширення і екологія
Ramphotyphlops becki є ендеміками острова Гуадалканал в архіпелазі Соломонових островів. Вони живуть у вологих рівнинних і гірських тропічних лісах, на висоті до 2400 м над рівнем моря.